# Beskid Żywiecki
Beskid Żywiecki este o arie protejată (arie de protecție specială avifaunistică — SPA) din Polonia întinsă pe o suprafață de 34.988,82 ha, integral pe uscat.

## Localizare
Centrul sitului Beskid Żywiecki este situat la coordonatele 49°31′40″N 19°11′15″E / 49.5279°N 19.1876°E.

## Înființare
Situl Beskid Żywiecki a fost declarat arie de protecție specială avifaunistică în noiembrie 2008 pentru a proteja 19 specii de animale.

## Biodiversitate
Situată în ecoregiunea alpină, aria protejată nu include niciun habitat protejat.
La baza desemnării sitului se află mai multe specii protejate de  păsări (19): minunița (Aegolius funereus), fâsă de pădure (Anthus spinoletta), acvilă de munte (Aquila chrysaetos), cocoșul de mesteacăn (Bonasa bonasia), buha (Bubo bubo), mierla de apă (Cinclus cinclus), cristeiul de câmp (Crex crex), ciocănitoare cu spate alb (Dendrocopos leucotos), ciocănitoarea de stejar (Dendrocopos medius), ciocănitoare neagră (Dryocopus martius), ciuvică (Glaucidium passerinum), codobatură de munte (Motacilla cinerea), alunar (Nucifraga caryocatactes), viespar (Pernis apivorus), ciocănitoare de munte (Picoides tridactylus), ciocănitoare verzuie (Picus canus), huhurezul mic (Strix uralensis),  cocoș de munte (Tetrao urogallus), mierlă gulerată (Turdus torquatus).